# Liam O’Brien (Eishockeyspieler)
Liam O’Brien (* 29. Juli 1994 in Halifax, Nova Scotia) ist ein kanadischer Eishockeyspieler, der seit Juni 2024 bei den Utah Mammoth aus der National Hockey League (NHL) unter Vertrag steht und dort auf der Position des Centers spielt. Zuvor gehörte O’Brien sechs Jahre lang der Organisation der Washington Capitals an und war kurzzeitig bei der Colorado Avalanche angestellt, wo er aber zumeist bei deren Farmteams in der American Hockey League (AHL) zu Einsätzen kam.

## Karriere
O’Brien verbrachte seine Juniorenzeit zwischen 2010 und 2014 in der Ligue de hockey junior majeur du Québec (LHJMQ). Dort war der Stürmer zunächst vom Beginn der Saison 2010/11 bis zum Ende des Kalenderjahres 2011 bei den Océanic de Rimouski aktiv, die ihn im Entry Draft der Liga im Jahr 2010 an der zehnten Gesamtstelle ausgewählt hatten. Im Verlauf der Spielzeit 2011/12 wurde er jedoch im Tausch für Draft-Wahlrechte an den Ligakonkurrenten Huskies de Rouyn-Noranda abgegeben. Bei den Huskies verbrachte O’Brien die letzten zweieinhalb Spielzeiten seiner Juniorenkarriere und fungierte in der Saison 2013/14 als Mannschaftskapitän des Teams. Gleichzeitig absolvierte er mit 39 Scorerpunkten in 77 Spielen sein bestes Jahr in der Liga.
Da der Angreifer während seiner Juniorenzeit von den Franchises der National Hockey League (NHL) unbeachtet und daher ungedraftet geblieben war, erhielt er erst im Oktober 2014 als Free Agent einen Einstiegsvertrag der Washington Capitals aus der NHL, nachdem er dort ins saisonvorbereitende Trainingslager eingeladen worden war. Die Capitals setzten den Kanadier gleich zu Beginn seiner Rookiesaison bei den Profis in der NHL ein, wo er bis Ende November 2014 insgesamt 13-mal auflief. Anschließend fand er sich im Farmteam der Hauptstädter, den Hershey Bears, in der American Hockey League (AHL) wieder. Dort war O’Brien schließlich nach mehreren Vertragsverlängerungen bis zum Ende der Saison 2019/20 – mit der Ausnahme von lediglich drei weiteren NHL-Einsätzen in den Spielzeiten 2016/17 und 2018/19 – aktiv. Nachdem der Vertrag des Offensivspielers im Sommer 2020 nicht mehr verlängert worden war, fand er erst im November 2020 mit den Colorado Eagles aus der AHL einen neuen Arbeitgeber. Er kam dort bis Ende März 2021 zu Einsätzen, ehe er vom NHL-Kooperationspartner der Eagles, der Colorado Avalanche, einen Vertrag bis zum Saisonende erhielt.
Im Juli 2021 wechselte O’Brien als Free Agent in die Organisation der Arizona Coyotes und etablierte sich in der Spielzeit 2021/22 als NHL-Stammspieler. Mit den Coyotes vollzog er nach der Saison 2023/24 den Umzug nach Salt Lake City, wo er fortan für den Utah Hockey Club aktiv ist. Dieser benannte sich im Mai 2025 in Utah Mammoth um.

### International
Für die U17-Auswahlmannschaft der Atlantischen Provinzen Kanadas mit dem Namen Canada Atlantic kam O’Brien bei der World U-17 Hockey Challenge 2011 in der kanadischen Provinz Manitoba zu Einsätzen. Im Turnierverlauf erzielte er in fünf Spielen zwei Scorerpunkte. Das Turnier schloss die Mannschaft auf dem fünften Rang ab.

## Karrierestatistik
Stand: Ende der Saison 2024/25

### International
Vertrat Kanada bei:
- World U-17 Hockey Challenge 2011

(Legende zur Spielerstatistik: Sp oder GP = absolvierte Spiele; T oder G = erzielte Tore; V oder A = erzielte Assists; Pkt oder Pts = erzielte Scorerpunkte; SM oder PIM = erhaltene Strafminuten; +/− = Plus/Minus-Bilanz; PP = erzielte Überzahltore; SH = erzielte Unterzahltore; GW = erzielte Siegtore; 1 Play-downs/Relegation; Kursiv: Statistik nicht vollständig)